# Xavier Le Pichon
Xavier Le Pichon (sinh ngày 18 tháng 06 năm 1937 ở thành phố Quy Nhơn, tỉnh Bình Định, vào thời kì An Nam - nước bị bảo hộ bởi Pháp Quốc (nay là Việt Nam) và mất ngày 22 tháng 3 năm 2025) là một nhà địa chất học quốc tịch Pháp. Trong nhiều cống hiến của ông ấy, có tiếng tăm nhất là mô hình học thuyết Kiến tạo mảng đề xuất năm 1968. Ông ấy là Giáo sư của Học viện Pháp Quốc.

## Lí lịch giản lược
Giáo sư Le Pichon giành được học vị tiến sĩ vật lí học. Sự nghiệp Giáo sư:
- Năm 1963: Với danh phận trợ lí khoa học của Đại học Columbia ở thành phố New York, Hoa Kỳ khởi đầu nghề kiếm sống nghiên cứu khoa học.
- Năm 1969: Giữ chức Chủ nhiệm ngành địa chất hải dương của Trung tâm Hải dương học Bretagne ở thành phố Brest, nước Pháp.
- Năm 1978: Giữ chức Giáo sư Đại học Paris VI (UPMC).
- Năm 1984: Giữ chức Chủ nhiệm ngành địa chất Học viện Sư phạm cao cấp Paris (École normale supérieure).
- Năm 1986: Giữ chức Giáo sư Học viện Pháp Quốc.

## Khen thưởng và Quá trình gia nhập các hiệp hội chuyên môn
- Năm 1973: Nhân Giải bạc của Trung tâm Nghiên cứu Khoa học Quốc gia Pháp.
- Năm 1984: Nhận Giải thưởng Maurice Ewing do Liên hợp hội Vật lí địa cầu Hoa Kỳ (American Geophysical Union) trao tặng.
- Năm 1985: Trở thành Viện sĩ Viện Hàn lâm Khoa học Pháp.
- Năm 1990: Nhận Giải thưởng Quốc tế Nhật Bản (Japan Prize)[2], giành được huân chương phụ tá chính phủ do Huân chương Vinh dự Quốc gia Pháp trao tặng.
- Năm 1991: Nhận Giải thưởng Wollaston do Hội Địa chất học Luân Đôn (Geological Society of London) trao tặng.[3]
- Năm 1995: Trở thành Viện sĩ ngoại tịch của Viện Hàn lâm Khoa học Quốc gia Hoa Kỳ.
- Năm 2002: Nhận Giải thưởng Balzan.

## Công trình
- Riffaud, Claude; Le Pichon, Xavier (1976). Expédition 'Famous' à 3000 m sous l'Atlantique. Paris: Albin Michel.
- Le Pichon, Xavier (1986). kaiko voyage aux extremites de la mer. Le Seuil: Odile Jacob. ISBN 978-2738113238.
- Yijie, Tang; Le Pichon, Xavier (1999). La mort. Paris: Desclée de Brouwer. ISBN 978-2220044026.
- Le Pichon, Xavier; Francheteau, Jean; Bonnin, Jean (2013). Plate Tectonics . Elsevier. ISBN 9781483257273.